# Landherrenschaft Ritzebüttel

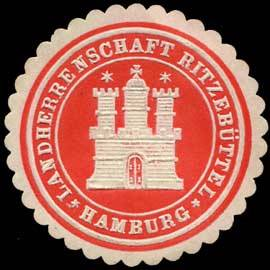
Siegelmarke Landherrenschaft Ritzebüttel

Wappen des Amtes Ritzebüttel

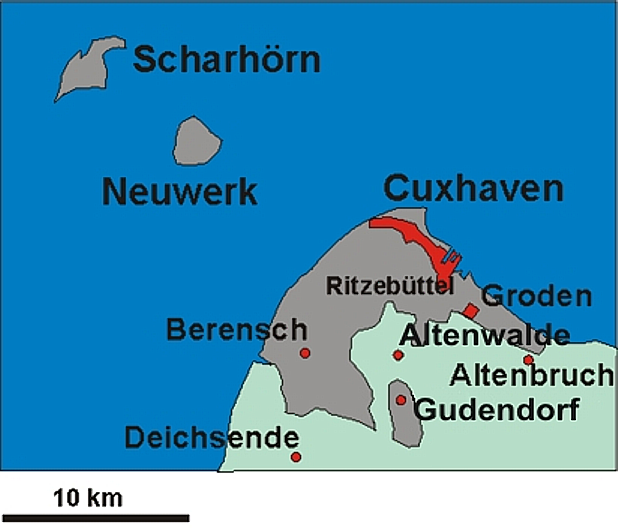
Hamburger Exklave Ritzebüttel 1394–1937

Die Landherrenschaft Ritzebüttel war eine von vier Landherrenschaften im Land Hamburg. Sie wurde 1864 aus dem vormaligen Amt Ritzebüttel gebildet, das bereits seit dem Mittelalter zu Hamburg gehörte. Ritzebüttel wurde durch die Ablösung des Amtes den übrigen hamburgischen Landherrenschaften gleichgestellt; die Verwaltung übernahm ein Amtsverwalter, die Rechtspflege ein Amtsrichter. Somit war 1864 das Gründungsjahr des Cuxhavener Amtsgerichtes. Die Landherrenschaft Ritzebüttel wurde 1926 mit den anderen Landherrenschaften zu einer einzigen Landherrenschaft Hamburg zusammengefügt, da mit dem Ausscheiden Cuxhavens als Stadt zwei Jahre zuvor nur noch Landgemeinden im Gebietsbestand verblieben waren.

## Gemeinden
Der Landherrenschaft Ritzebüttel gehörten 1874 die Gemeinden Arensch, Berensch, Cuxhaven (mit Ritzebüttel), Döse, Duhnen, Groden, Gudendorf, Holte, Insel Neuwerk, Oxstedt, Sahlenburg, Spangen, Stickenbüttel, Süderwisch und Westerwisch an.

## Änderungen im Gebietsbestand
Am 13. Dezember 1872 schlossen sich die beiden Flecken Ritzebüttel und Cuxhaven zur Gemeinde Cuxhaven zusammen, in die am 1. Mai 1905 Döse eingemeindet wurde und die am 15. März 1907 Stadtgemeinde wurde. Mit der Einführung der Hamburgischen Städteordnung am 2. Januar 1924 schied die Stadt Cuxhaven aus der Landherrenschaft Ritzebüttel aus und wurde zusammen mit Hamburg, Bergedorf und Geesthacht eigenständige Stadt im Hamburger Staatsgebiet.

## Verbleib der Gemeinden
Die Gemeinden Arensch, Berensch, Duhnen, Groden, Gudendorf, Holte, Insel Neuwerk, Oxstedt, Sahlenburg, Spangen, Stickenbüttel, Süder- und Westerwisch gingen 1926 in der Landherrenschaft Hamburg auf.
Zum 1. März 1935 wurden die Landgemeinden Groden, Westerwisch, Süderwisch, Stickenbüttel, Duhnen und Neuwerk mit Scharhörn in die Stadt Cuxhaven eingemeindet und schieden damit aus der Landherrenschaft Hamburg aus.
Die verbliebenen Gemeinden Arensch, Berensch, Gudendorf, Oxstedt, Sahlenburg, Holte und Spangen gingen mit dem Groß-Hamburg-Gesetz am 1. April 1937 zum Landkreis Land Hadeln, Regierungsbezirk Stade der preußischen Provinz Hannover. Jetzt sind sie Stadt- bzw. Ortsteile der Stadt Cuxhaven, mit Ausnahme der am 3. Oktober 1961 im Rahmen des Cuxhaven-Vertrags an die Freie und Hansestadt Hamburg zurückgegebenen Inseln Neuwerk und Scharhörn, sowie der umliegenden Wattflächen.